# Tichosina bartletti
Tichosina bartletti är en armfotingsart som först beskrevs av Dall 1882.  Tichosina bartletti ingår i släktet Tichosina och familjen Terebratulidae. Inga underarter finns listade i Catalogue of Life.